# Beautiful (Jessica Mauboy album)
Beautiful är den australiensiska sångerskan Jessica Mauboys tredje studioalbum. Albumet släpptes över hela världen den 4 oktober 2013. 

## Låtlista
1. Beautiful
2. Kiss Me Hello
3. Pop A Bottle (Fill Me Up)
4. I Believe
5. Never Be The Same
6. In Love Again
7. Honest
8. I’ll Be There
9. Go (I Don’t Need You)
10. Heartbreak Party
11. Barriers
12. To The End Of The Earth
13. Kick Up Your Heels feat. Pitbull[2]